# Cane Hill
Cane Hill is een Amerikaanse metalband afkomstig uit New Orleans, Louisiana.

## Personele bezetting
Huidige leden
- Elijah Witt – leidende vocalen (2011–heden)
- James Barnett – leidende gitaar, achtergrondvocalen (2011–heden)
- Ryan Henriquez – bas, achtergrondvocalen (2012–heden)
- Devin Clark – drums (2014–present)

Voormalige leden
- Bemo Barnett – gitaar (2011–2015)
- Colt Dimaio – drums (2013–2014)

## Discografie
Studioalbums
- Smile (Rise, 2016)
- Too Far Gone (Rise, 2018)

Ep's
- Cane Hill (Rise, 2015)
- Kill the Sun (Rise, 2019)